# Gustav Boeters
Gustav Emil Boeters (* 3. Dezember 1869 in Chemnitz; † 28. Januar 1942 in Berlin) war ein deutscher Arzt. Er wurde während der Weimarer Republik durch seine öffentlichen Aufrufe zur eugenischen Zwangssterilisation bekannt, die er in Form von Gesetzesentwürfen auch an deutsche Länderparlamente und den Reichstag richtete (Lex Zwickau).

## Leben
Boeters studierte zwischen 1889 und 1893 Medizin in Leipzig. Seit 1889 gehörte er auch der Burschenschaft Arminia zu Leipzig an. Nach seinem Staatsexamen 1893 erhielt er im Mai 1894 die Approbation und promovierte im Juni 1894. Er reiste eine Zeit lang als Schiffsarzt in die Vereinigten Staaten. Zwischen 1902 und 1903 arbeitete er als Hilfsarzt an der Landesheilanstalt Pirna. Anschließend ließ er sich als praktischer Arzt in Leutzsch bei Leipzig nieder. 1904 legte er die Prüfung zum Staatsarzt ab. 1908 wurde er Bezirks- und Impfarzt in Döbeln, 1919 in Marienberg. Seit 1922 arbeitete er als Medizinalrat in Zwickau. 1926 trat er in den Ruhestand. Zum 1. Dezember 1930 trat er der NSDAP bei (Mitgliedsnummer 381.455). 1936 zog er nach Berlin.

## Der „Sterilisationsapostel“

### Illegale Sterilisationen und private Gesetzentwürfe
Boeters setzte sich aus rassenhygienischer Überzeugung vor allem für die Sterilisation sogenannter „geistig Minderwertiger“ ein. Nach US-amerikanischem Vorbild führte er dabei bereits Sterilisationen durch, während er gleichzeitig eine gesetzliche Regelung dieser Praxis forderte. So überzeugte Boeters 1921 den ärztlichen Direktor des Staatlichen Krankenstifts Zwickau, Heinrich Braun, drei Jungen und ein Mädchen zu sterilisieren, was nach dem seinerzeit geltendem Recht illegal war. 1925 behauptete er, 63 Operationen auf freiwilliger Basis erreicht zu haben. Boeters zeigte sich wegen der Sterilisationen selbst an, ohne dass die Staatsanwaltschaft reagierte. Außerdem richtete Boeters im Mai 1923 eine Eingabe an die sächsische Regierung. In neun Punkten schlug er nicht nur die Unfruchtbarmachung blind, taubstumm oder „blödsinnig“ geborener Kinder auf Staatskosten vor. Er forderte, die Operationen auch auf entsprechende Insassen der Pflege- und Heilanstalten auszudehnen sowie auf heiratswillige Blinde, Taube, „Blödsinnige“, Epileptische und Geisteskranke. Außerdem sollten Sittlichkeitsverbrecher und Frauen mit zwei oder mehr unehelichen Kindern ohne anerkannte Vaterschaft sterilisiert werden sowie auf freiwilliger Basis Verbrecher, denen dafür Teile der Strafe erlassen werden könnten. Boeters veröffentlichte seine Vorschläge in diversen Fachzeitschriften und löste damit eine lebhafte Debatte aus.
Das sächsische Justizministerium stellte fest, dass die Frage juristisch zweifelhaft und ein Reichsgesetz zur Klärung wünschenswert sei. Gleichwohl hielt man den Gedanken der Sterilisation „geistig Minderwertiger“ für beachtenswert. Boeters’ Propaganda aber sei überzogen und der Sache nur schädlich. Im Juni 1924 schlug Sachsen dem Reichsgesundheitsamt vor, eine Sterilisation aus eugenischen Gründen auf freiwilliger Basis zu ermöglichen. Der Preußische Landesgesundheitsrat beriet sich am 1. Dezember 1923 und folgte dabei im Wesentlichen den Empfehlungen seines Gutachters Karl Bonhoeffer, der von staatlich legalisierten Zwangssterilisationen abriet und stattdessen empfahl, freiwillige Sterilisationen aus eugenischer Indikation zu ermöglichen.

### Kontroverse um die „Lex Zwickau“
Mit diesem sich abzeichnenden Konsens war Boeters alles andere als zufrieden. Er begann eine Kampagne, hielt öffentliche Vorträge und erhielt in diversen Zeitungen und Zeitschriften eine Plattform, darunter im ärztlichen Standesorgan Der Kassenarzt und in der Zeitschrift des Sozialprotestantismus, Innere Mission. Die deutschen Ärzte rief er auf:

„Eine ungeheure wichtige Kulturaufgabe harrt ihrer Lösung durch die deutsche Ärzteschaft! Neben schon jetzt unerträglichen und dabei stetig zunehmenden wirtschaftlichen Lasten droht uns die Vernichtung der geistigen Blüte des deutschen Volkes – ihr Untergang in einer Hochflut von geistig und moralisch minderwertigen Existenzen, die Verpöbelung unserer Rasse und damit das Ausscheiden Deutschlands aus der Reihe der Kulturnationen. Wer kann die drohende Gefahr in letzter Stunde noch abwenden? Niemand weiter als der deutsche Ärztestand! […] An alle Kollegen in Stadt und Land richte ich die dringende Bitte, nach geistig Minderwertigen usw. zu fahnden […] und so viele Fälle wie nur irgend möglich selbst zu operieren oder geeigneten Fachkollegen zuzuweisen.“

Die Reaktion war überwiegend kritisch. Vor allem dass Boeters Taubstumme und Blinde den Geisteskranken gleich behandeln wollte, fand deutlichen Widerspruch. Aber Psychiater wie Ludwig Wilhelm Weber stellten auch die Bestimmtheit solcher Begriffe wie „geistig minderwertig“ und die Erblichkeit von Geisteskrankheiten in Frage. Albert Moll warf Boeters vor, dass eine sichere eugenische Prognose, die Sterilisationen rechtfertigen könnte, noch gar nicht möglich sei. Die Zeitschrift Das Tage-Buch veröffentlichte 1925 außerdem einen Beitrag über den „Sterilisationsapostel“ Boeters, in welchem ihm Wirklichkeitsverlust vorgeworfen wurde.
Boeters war in Sachsen tatsächlich bereits mehrfach als psychisch labil aufgefallen. Die Behörden suspendierten ihn bereits 1922 als Amtsarzt, weil er seinem Amt nicht mehr gewachsen sei. 1925 wurde die Versetzung in den vorzeitigen Ruhestand beschlossen, Intern galt Boeters als notorischer „Querulant“. Boeters selbst hingegen fühlte sich verfolgt und beschuldigte 1924 das sächsische Außenministerium, seine Publikationen sabotiert zu haben. Seine propagandistische Tätigkeit setzte er zugleich unbeirrt fort.
So legte Boeters 1925 unter Mithilfe von August Forel dem Deutschen Reichstag einen Gesetzentwurf über „Die Verhütung unwerten Lebens durch operative Maßnahmen“ vor, den er „Lex Zwickau“ nannte und in verschiedenen Fassungen auch den deutschen Länderparlamenten zuleitete. Dreizehn Landtage befassten sich damit; nur einer, der Landtag des Freistaates Schaumburg-Lippe, sprach sich bis 1927 zustimmend aus.

### Wirkung und Bedeutung
Während die eigentliche „Boeters-Kontroverse“ um 1927 abebbte, wurde die Debatte über eugenisch indizierte Sterilisationen im Zusammenhang mit einer beabsichtigten großen Strafrechtsreform fortgeführt. Damit war es Boeters zumindest gelungen, eine ernsthafte Debatte über das Thema auszulösen, wenngleich seine eigene Rolle dabei unter den Zeitgenossen umstritten blieb. Dazu trug auch bei, dass Boeters in diversen anderen Publikationen Thesen vertrat, die in der damaligen Wissenschaft als unhaltbar angesehen wurden. So erklärt er hohe Rückfälligkeit von Sexualstraftätern durch eine Fehlfunktion der Keimdrüsen in den Hoden und empfahl eine Kastration zur Befreiung des darunter leidenden Individuums. Ebenso setzte er sich für die Freigabe der freiwilligen Kastration ein, um Homosexualität zu „heilen“.
Der sächsische Arzt Rainer Fetscher warnte 1931, man dürfe Boeters nicht als Vater der Bestrebungen zur Sterilisation gelten lassen. Magnus Hirschfeld hingegen kommentierte 1930 in seiner Geschlechtskunde: „Ich bin, nachdem ich Boeters und seine Arbeiten genauer kennengelernt habe, zu der Überzeugung gekommen, dass dieser von hohen Idealen erfüllte Mann meist falsch beurteilt wird. Mag er sich selbst in Form des Angriffs und der Abwehr gelegentlich allzu scharfer Ausdrücke bedienen, mag man vor allem grundsätzlich oder im einzelnen seinen Standpunkt nicht für richtig halten, es bleibt ein großes Verdienst von Boeters, das bedeutsame Sterilisierungsproblem zur gründlichen Erörterung gestellt zu haben….“

## Veröffentlichungen
- Die Lösung eines schwierigen Sexualproblems. In: Münchener Medizinische Wochenschrift.76 1929, S. 1683–1686.
- Über den primären Gallenblasenkrebs und seine Beziehungen zu Gallensteinen. Leipzig, Univ., Med. Fak., Diss., 1894. Geissler, Frauenstein 1894.
- Lex Zwickau. Entwurf zu einem Gesetz für den Deutschen Reichstag über "Die Verhütung unwerten Lebens durch operative Maßnahmen" in der Fassung vom 18. Oktober 1925. In: Zeitschrift für Sexualwissenschaft.13, Nr. 4 1926/1927, S. 139–140; auch in: Zeitschrift für ärztliche Fortbildung, Jg. 22, 1925, Nr. 24, S. 767; Münchener Medizinische Wochenschrift, Jg. 73, 1926, Nr. 13, S. 552.
- Die Kastration von Sexualverbrechern. In: Münchener Medizinische Wochenschrift.77 1930, S. 369–370.
- Die Berechtigung zu sterilisierenden Operationen. In: Zeitschrift für ärztliche Fortbildung, Jg. 21, 1924, Nr. 16, S. 506–507.